# Vom Pionier zum Millionär
Vom Pionier zum Millionär ist eine fünfteilige Dokumentationsreihe über die Geschichte der deutschen Unternehmer Henry John Heinz, Henry Steinway, Levi Strauss, John Jacob Astor und William Edward Boeing in Amerika.
Autoren und Regisseure sind Ira Beetz, Christoph Weinert, Kai Christiansen und Achim Scheunert. Die Dokumentation wurde von der Gebrueder Beetz Filmproduktion in Koproduktion mit dem NDR und in Zusammenarbeit mit ARTE, Redaktion Ulrike Dotzer im Jahr 2009 produziert und von der Filmförderung Hamburg Schleswig Holstein GmbH und der Nordmedia GmbH gefördert. Die Premiere fand am 25. Januar 2010 in Hamburg statt. Die Erstausstrahlung war auf ARTE am 15. Januar 2010 zu sehen.

## Handlung
Die Dokumentationsreihe erzählt in fünf Folgen die Geschichte deutscher Unternehmer in Amerika: wie sie sich in der Fremde behaupteten und von Pionieren zu Millionären wurden. Mit nachgespielten Szenen, zum Teil noch unveröffentlichtem Archivmaterial, Tagebuchaufzeichnungen und Interviewsequenzen mit den Nachfahren wir eine Geschichte der deutschen „Selfmade-Männer“ erzählt, die mit einer zündenden Idee ein Unternehmen gründeten und zu Ruhm, Ehre und Reichtum in den Vereinigten Staaten von Amerika im 19. Jahrhundert gelangten.

## Hintergrund
Zwischen 1820 und 1915 verließen 5,5 Millionen Deutsche ihre Heimat. Noch heute ist von dem Auswanderungsfieber viel zu spüren. Fast 60 Millionen US-Amerikaner haben deutsche Vorfahren, ehemalige Handwerker, Zimmermädchen und Hausierer. Zu den Auswanderern oder ihren direkten Nachkommen gehören absolute Durchstarter wie Löb Strauss, Heinrich Engelhardt Steinway, Johann Jakob Astor oder Henry John Heinz.

## Auszeichnungen
* 2011 Special Jury Award – 44th Worldfest-Houston International Film & Video Festival, Texas